# Marcos Peña Royo
Marcos Peña Royo (Alacón, Teruel, 20 de enero de 1915- Oviedo, 24 de agosto de 1964) fue un abogado y político español que llegó desempeñar puestos de relevancia en las décadas de los 50 y 60.

## Biografía
Nacido en Alacón el 20 de enero de 1915, pasó sus primeros años de vida en la vecina localidad de Oliete, donde su padre ejercía como médico.
Nada más iniciarse la Guerra Civil, se incorporó a la Segunda Bandera de la Falange en Aragón. En octubre de 1936 se convirtió en alférez provisional y llegó a ostentar el grado de capitán de complemento. También fue subjefe provincial del Movimiento en Lérida.
Licenciado en Derecho, ingresó en 1943 en el cuerpo de Abogados del Estado.
Fue gobernador civil de Teruel. Posteriormente fue nombrado gobernador civil de Asturias, entonces llamada provincia de Oviedo. Sucedió en el cargo a Francisco Labadie Otermin.
Fue la máxima autoridad del Gobierno en esta provincia desde 1958 hasta el 6 de febrero de 1964.
Tras su etapa en tierras norteñas fue llevado desde el gobierno civil de Asturias a Madrid para desempeñar el cargo de director general de Política Interior  cargo que apenas llegaría a ostentar seis meses, ya que falleció prematuramente.
Era miembro de honor del Instituto de Cultura Hispánica.
Murió en Oviedo a los 49 años. Fue enterrado en Oliete, Teruel.

## Condecoraciones
- Gran Cruz de la Orden de Isabel la Católica.

## Reconocimientos
Actualmente hay una calle que honra su memoria en la ciudad de Teruel y en la localidad asturiana de Luanco, capital del concejo de Gozón.
Por otra parte, durante muchos años tuvo una calle en su honor en Oviedo, ciudad a la que estuvo estrechamente vinculado. En sesión de 3 de marzo de 1965 el Ayuntamiento acordó darle su nombre a una calle de la ciudad. Sin embargo, en 2016, en virtud de la Ley de Memoria Histórica, cambió el de la historiadora Lola Mateos. En enero de 2020 por orden judicial la calle recupera su nombre original.